# جیم کورث
جیم کورث (انگلیسی: Jim Korthe; ۲۶ ژوئن ۱۹۷۰ – ۱۳ ژانویهٔ ۲۰۱۰) موسیقی‌دان اهل ایالات متحده آمریکا بود.